# Pedro Santos Movellán
Pedro Santos Movellán (Madrid, España, 9 de julio de 1964) es un periodista, presentador, reportero y guionista español.

## Trayectoria profesional
Después de formarse en medios audiovisuales, comenzó su trayectoria profesional en 1988 como locutor de Radio Vinilo, perteneciente a Radio Intercontinental Madrid, donde estuvo hasta 1991. A partir de ahí comenzó a crear, dirigir y presentar varios programas en Onda Madrid, entre ellos Cita a ciegas, Maná Madrid, La noche de Santos y Centi y Esto es vida y en Onda Cero, Partiendo de cero y Llave de paso.
Durante ese periodo también desarrolló diversas funciones en televisiones locales, siendo director, creador y presentador de City, city, bang, bang, en City TV; presentador y guionista de sección en magazines de Tarde de Onda 6 y director y presentador de los programas De tiendas y Música a 47 en Canal 47.
Entre el año 2000 y 2006 fue reportero en el programa Fugitivos de Antena 3. Fue presentador de sección en el programa Hoy por ti de Telemadrid con Nieves Herrero. Y en la misma cadena, voz en off y guionista en La Parada. También fue presentador de sección en el programa Irma de tarde en Castilla-La Mancha Televisión junto a Irma Soriano. Además, fue subdirector y presentador de sección en el programa Vía de estrellas (programa de cine) en Vía Digital y presentador de sección en el programa Buenas tardes de Telecinco con María Teresa Campos.
Dentro de su trayectoria en RTVE, el periodista ha desarrollado varias funciones en diversos programas: Voz en off en Rockopop; guionista en Mañanas de Primera; guionista en Entre tú y yo; coordinador en Cine de barrio; dos veces enviado especial de Eurovisión y coordinador de dos pregalas del mismo; guionista de Vértigo (programa de cine); guionista de Música sí; coordinador y/o redactor en galas musicales; presentador de secciones en verano y redactor en La mañana de La 1 y director de los programas especiales dedicados a Manolo Escobar y Lina Morgan. Además, también ha sido redactor del programa Corazón presentado por Anne Igartiburu y presentador, creador y redactor de la sección Corazón Menudo en el mismo programa. 
Entre 2012 y 2013 fue presentador y guionista de sección de archivo en el programa de La 1, +Gente. Un año más tarde y hasta 2015 creó la sección El hombre y la tele para el programa España directo, presentado por aquel entonces por Roberto Leal.
Después, fue colaborador del programa Gente despierta de RNE y en el programa Tarde lo que tarde de RNE, con la sección Quién te ha visto y quién TVE, de la cual fue creador, guionista y locutor ycreador de Tesoros de la tele en La 2 de TVE y de la sección de archivo en La hora de La 1, sobre la fecha de nacimiento de los políticos, en la que elaboró el guion y seleccionó las imágenes. 
Actualmente sigue desarrollando funciones de director y guionista en Viaje al centro de la tele, programa al que dio vida y que refleja bajo la voz en off de Santiago Segura, las mejores imágenes que RTVE ha mostrado en las últimas décadas. Además, colabora diariamente en Mañaneros de TVE haciendo una sección de archivo bajo el sobrenombre de El señor de los archivos y en Las tardes de RNE con Lourdes Maldonado. 

## Trabajos
| Periodo       | Título                     | Canal                         | Función                                                            |
| ------------- | -------------------------- | ----------------------------- | ------------------------------------------------------------------ |
| 1992-2004     | City, city, bang, bang     | City TV                       | Director, creador y presentador                                    |
| 1992-2004     | De tiendas                 | Canal 47                      | Director y presentador                                             |
| 1992-2004     | Música a 47                | Canal 47                      | Director y presentador                                             |
| 2000-2006     | Fugitivos                  | Antena 3                      | Reportero                                                          |
| 2000-2006     | Hoy por ti                 | Telemadrid                    | Presentador de sección                                             |
| 2000-2006     | La parada                  | Telemadrid                    | Voz en off y guionista                                             |
| 2000-2006     | Irma de tarde              | Castilla-La Mancha Televisión | Presentador de sección                                             |
| 2000-2006     | Vía de estrellas           | Vía Digital                   | Subdirector y presentador                                          |
| 2000-2006     | Buenas tardes              | Telecinco                     | Presentador de sección                                             |
| 1990-2015     | Rockopop                   | Televisión Española           | Voz en off                                                         |
| 1990-2015     | Mañanas de Primera         | Televisión Española           | Guionista                                                          |
| 1990-2015     | Entre tú y yo              | Televisión Española           | Guionista                                                          |
| 1990-2015     | Cine de barrio             | Televisión Española           | Coordinador                                                        |
| 1990-2015     | Eurovisión                 | Televisión Española           | Enviado especial y guionista                                       |
| 1990-2015     | Vértigo                    | Televisión Española           | Guionista                                                          |
| 1990-2015     | Música sí                  | Televisión Española           | Guionista                                                          |
| 1990-2015     | La mañana de La 1          | Televisión Española           | Reportero y presentador de sección                                 |
| 1998-2012     | Corazón                    | Televisión Española           | Reportero                                                          |
| 1998-2012     | Corazón                    | Televisión Española           | Creador y presentador de la sección Corazón Menudo                 |
| 2012-2013     | +Gente                     | Televisión Española           | Presentador y guionista de sección                                 |
| 2013-presente | Viaje al centro de la tele | Televisión Española           | Creador, director y guionista                                      |
| 2014-2015     | España directo             | Televisión Española           | Creador, presentador y guionista de la sección El hombre y la tele |
| 2020-2021     | Tesoros de la tele         | Televisión Española           | Creador y director                                                 |
| 2021          | La hora de La 1            | Televisión Española           | Creador y guionista de la sección                                  |
| 2023-presente | Mañaneros                  | Televisión Española           | Creador y guionista de la sección                                  |

| Periodo       | Título                     | Cadena                        | Función                          |
| ------------- | -------------------------- | ----------------------------- | -------------------------------- |
| 1988-1991     | Radio Vinilo               | Radio Intercontinental Madrid | Locutor                          |
| 1991-2007     | Cita a ciegas              | Onda Madrid                   | Director y creador               |
| 1991-2007     | Maná Madrid                | Onda Madrid                   | Director y creador               |
| 1991-2007     | La noche de Santos y Centi | Onda Madrid                   | Director y creador               |
| 1991-2007     | Esto es vida               | Onda Madrid                   | Director y creador               |
| 1991-2007     | Partiendo de cero          | Onda Cero                     | Director y creador               |
| 1991-2007     | Llave de paso              | Onda Cero                     | Director y creador               |
| 2020          | El gallo que no cesa       | RNE                           | Colaborador y creador de sección |
| 2020-2022     | Tarde lo que tarde         | RNE                           | Colaborador y creador de sección |
| 2022-2024     | Gente despierta            | RNE                           | Colaborador y creador de sección |
| 2022-presente | Las tardes de RNE          | RNE                           | Colaborador y creador de sección |